# Kazuo Imanishi
Kazuo Imanishi (jap. 今西 和男, Imanishi Kazuo; * 12. Januar 1941 in Hiroshima, Präfektur Hiroshima) ist ein ehemaliger japanischer Fußballspieler, -trainer und -funktionär.

## Karriere
Von 1963 bis 1969 spielte er für die Werksmannschaft von Toyo Industries/Mazda (heute: Sanfrecce Hiroshima). 1966 debütierte Imanishi für die japanische Fußballnationalmannschaft. Imanishi bestritt drei Länderspiele. Von 1970 bis 1971 war er Coach des Vereins, von 1982 bis 2002 stellvertretender Clubpräsident bzw. Sportdirektor, sowie zusätzlich von 1984 bis 1992 – ausgenommen ein kurzes Intermezzo 1987/8 von Hans Ooft – Trainer der Mannschaft. Von 2003 bis 2007 war er als Berater der Mannschaft tätig, als auch ab 2005 des FC Gifu, bei dem er von 2007 bis 2009 als General Manager, sowie von 2008 bis 2012 als Clubpräsident tätig war.

## Errungene Titel
- Japan Soccer League: 1965, 1966, 1967, 1968
- Kaiserpokal: 1965, 1967, 1969

## Persönliche Auszeichnungen
- Japan Soccer League Best Eleven: 1966